# Tosun Terzioğlu
Tosun Terzioğlu (Kayseri, 1942 - Istanbul, 23 de febrer de 2016) va ser un matemàtic turc, rector i fundador de la Universitat de Sabancı.
Fill del famós matemàtic Nazım Terzioğlu, Tosun Terzioğlu es va graduar a la Newcastle upon Tyne University en matemàtiques i va fer estudis de postgrau a la Universitat de Frankfurt. En la seva carrera acadèmica va arribar a ser director de TÜBİTAK, a Ankara i rector de la Universitat de Sabancı a Istanbul.